# Anne-Sofie Gräslund
Anne-Sofie Gräslund, født 1. juni 1940, er en svensk professor i arkæologi ved Uppsala universitet. Hendes doktordisputats fra 1981 har titlen Birka IV. The Burial Customs. A study of the graves on Björkö. Gräslund har især arbejdet med vikingetiden og hendes vigtigste bidrag til den arkæologiske forskning er nok hendes system til datere runesten. Hun er gift med professor emeritus Bo Gräslund, som hun har tre børn med.

## Udvalgt bibliografi
- Dating the Swedish Viking-Age rune stones on stylistic grounds, Runes and their secrets : studies in runology, 2006, ISBN 978-87-635-0627-4